# Artothek

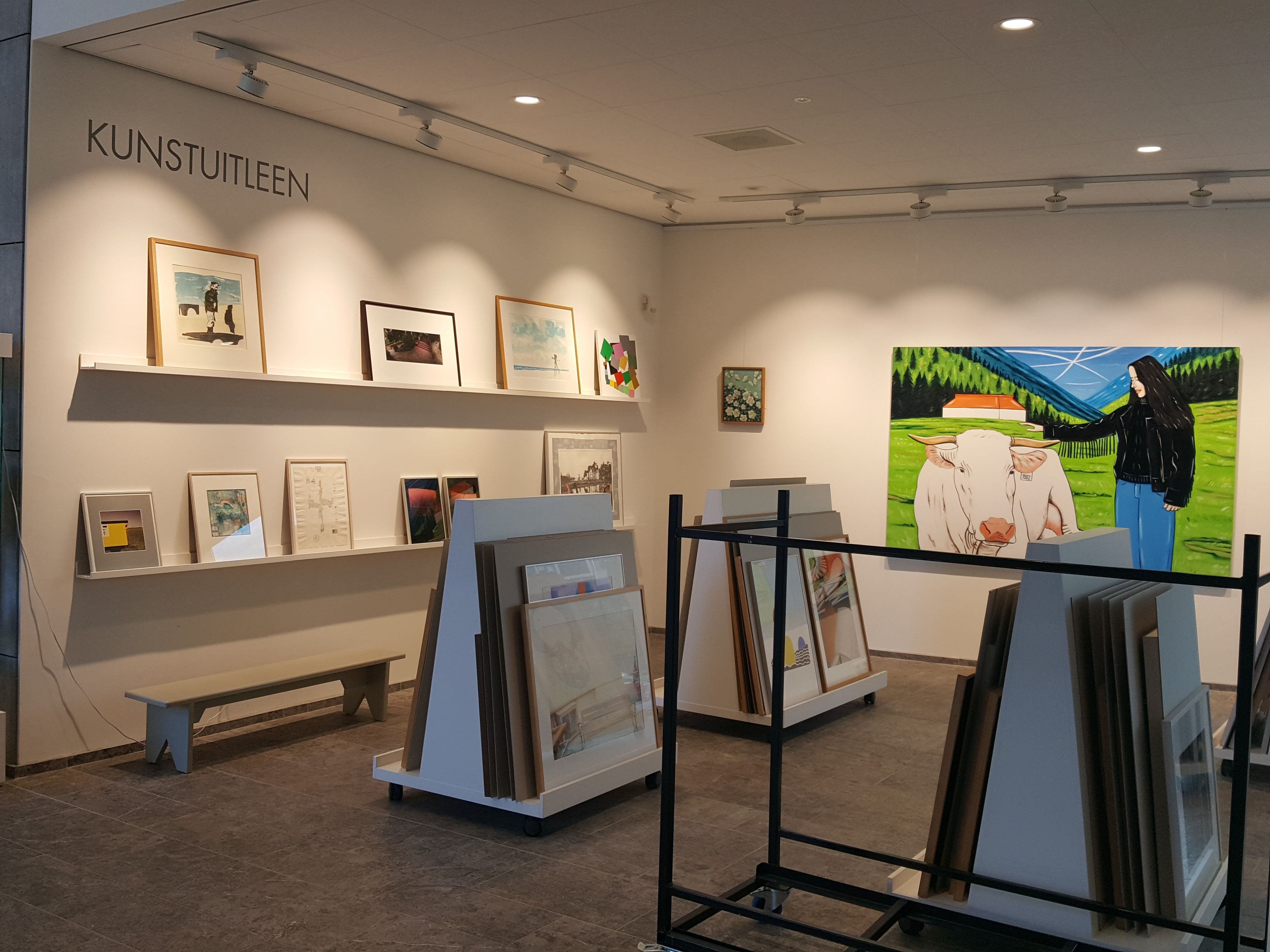
Artothek in der Stadtbibliothek Tiel (Foto: 2019)

Eine Artothek (von lateinisch ars ‚Kunst‘, und griechisch theke ‚Ort‘) ist eine in der Regel öffentliche Institution, die Werke aktueller Kunst (Bilder, Skulpturen, Plastiken u. Ä.) kostenlos oder häufiger gegen eine geringe Gebühr verleiht. Als Bilderei wird eine Artothek auch Graphothek genannt.

## Träger
Die meisten Artotheken sind Öffentlichen Bibliotheken angegliedert, aber auch Kunstvereine, Kunstämter oder Kulturämter, Museen, Volkshochschulen, Stiftungen, Werkbibliotheken o. Ä. können Träger von Artotheken sein.

## Geschichte
Entstehung und Verbreitung von Artotheken in den USA
Im letzten Jahrzehnt des 19. Jahrhunderts begannen Charles Cutter in der Forbes Library von Northampton in Massachusetts und John Cotton Dana in der Denver Public Library Kunstreproduktionen von berühmten Kunstwerken der Welt für den Einsatz im Schulunterricht zu sammeln und zu verleihen. Einen ähnlichen Reproduktionsverleih etablierte Dana auch in der öffentlichen Bibliothek von Newark 1902. Solcherart Bildersammlungen ergänzt mit Originalkunst, zumeist Grafiken, verbreiteten sich daraufhin in vielen öffentlichen Bibliotheken Amerikas innerhalb der ersten beiden Jahrzehnte des 20. Jahrhunderts.
Doch auch im Museumswesen entstanden Kunstverleihe. So stellte der seit 1918 existierende Ausleihdienst des Cleveland Museums of Art Originalkunstwerke und Kunstreproduktionen unentgeltlich Krankenhäusern, Altersheimen, Bibliotheken, Schulen und Kindergärten zur Verfügung. Die bis zu einem Jahr ausleihbaren Bilder stammten teilweise sogar aus dem Depot des Kunstmuseums. Dadurch kamen einerseits Menschen mit Kunst in Berührung, die nicht zum Museumspublikum gehörten, und andererseits wurden Depoträume vor Überlastung geschützt.
Andere Museen konzentrierten ihren Kunstverleih zumeist auf Originalkunst regionaler Künstler, unabhängig vom eigenen Sammlungsgebiet. Erst später fingen einige Museen an, ebenfalls Kunstreproduktionen sogenannter „Alter Meister“ zur Ergänzung des Leihbestandes anzuschaffen. Ähnlich sammelten auch Universitäten zeitgenössische Kunst zum Ausleihen. Hierbei handelte es sich vor allem um überregionale Originalgrafiken. Kunstreproduktionen kamen oft erst später als Ergänzung hinzu.
Vornehmlich kommerziell orientiert war der Kunstverleih Circulating Picture Clubs und die Art Alliance of Philadelphia, welche während der Depression Mitte der 1920er Jahre zur Künstlerselbsthilfe entstanden. Geringe Mietgebühren ermöglichten jedoch auch einer weniger vermögenden Bevölkerungsschicht zeitgenössische Originalkunst im Privatbereich. Damit begann die Entwicklung kommerziell orientierter Verleihsysteme durch entgeltlichen Verleih, Verkauf und/oder Mietkauf, ohne jedoch den vornehmlich bildungspolitisch orientierten Verleih der Public Libraries zu verdrängen. In den 1960er Jahren entstanden sogar Artotheken eigens für Kinder.
Entstehung und Verbreitung von Artotheken in Europa
Vom Kunstverleih in Amerika inspiriert entstanden kurze Zeit später auch in Europa zahlreiche Kunst- und Reproduktionsverleihe. In England begann der Verleih von Kunstreproduktionen in den Stadtbüchereien von Rugby und Guildford vor und während des II. Weltkriegs. Originalgemälde wurden jedoch erst ab 1954 in den Räumen der East Holborn Library gegen Entgelt mit Kaufoption verliehen. Der 1965 gegründete Picture Lending Service in Greenwich hatte erstmals in England eine Sammlung zeitgenössischer Druckgrafik in vielfältigster Technik der bedeutendsten Künstler ganz Großbritanniens zum kostenlosen Verleih einer öffentlichen Bibliothek zur Verfügung gestellt und wurde zum Vorbild für den ersten kommunalen Bilderverleih in West-Berlin.
Die seit 1965 existierende „artotek“ der Stadtbibliothek in Malmö, welche die Erfahrungen des Verleihs moderner Gegenwartskunst der 1958 gegründeten „artotek“ der Galerie Brinken in Stockholm aufnahm, verlieh erworbene oder in Kommission genommene Gemälde, Grafiken, Objekte, Skulpturen, aber auch gerahmte Kunstdrucke. Dadurch gewann sie nicht nur Künstler und Galerien, sondern auch einen breiten Nutzerkreis.
Eine sprunghafte Entwicklung von Artotheken in vielen europäischen Ländern bewirkte aber erst die 1966 eröffnete Artothek in der Kommunal-Bibliothek von Tyresö-Bollmora und deren weitreichende Bekanntmachung durch Karl-Heinz Bolays Publikation über Kunstleihe in schwedischen Bibliotheken. Karl-Heinz Bolays Publikation enthält eine beispielhafte Organisationsstruktur für die Einrichtung in Bibliotheken, weshalb diese Schrift für viele Artotheksgründungen, so auch in Ost- und Westdeutschland, zu Rate gezogen wurde. Einen positiven Einfluss auf diese Entwicklung hatte zudem der Wandel reiner Buchausleihen städtischer Bibliotheken zu Medienzentren. Aber auch das Engagement von Pieter Kooistra ab Anfang der 1950er Jahre in den Niederlanden und von Knud Pedersen in Dänemark beförderten mit ihren außergewöhnlichen Methoden des Kunstverleihs die Entwicklung von Artotheken über die Grenzen hinweg.
Entstehung und Verbreitung von Artotheken in Deutschland
Der Kunstverleih in Deutschland existiert schon seit ca. 200 Jahren, allerdings blieb es in diesem Zeitraum oftmals nur bei der Idee und die Realisierung scheiterte früher oder später.
Anfang des 19. Jahrhunderts waren Kunst- und Buchhandel ein gemeinsamer Gewerbezweig und in diesem Rahmen wurde bereits der Verleih von Bildern getätigt. Schon damals war das Hauptziel dieser Einrichtungen, das Verständnis für Kunst zu fördern und jedem Menschen die Auseinandersetzung mit dieser zu ermöglichen. Nachdem sich Buchhandel und Kunsthandel voneinander trennten, endete auch der dem gewerblichen Bücherverleih angegliederte Verleih von Bildern.
Anfang des 20. Jahrhunderts unternahmen die Maler Arthur Segal und Robert Erdmann die Versuche, den Verleih von zeitgenössischen Kunstwerken anzuregen, aber erst in den zwanziger Jahren ist ein Aufschwung des Kunstverleihs zu verzeichnen. Es entstanden Einrichtungen in Frankfurt am Main, Berlin und Ulm. Hauptfaktoren, die diesen Wandel herbeiführten, waren die bereits vor dem Ersten Weltkrieg von Segal und Erdmann gelieferten Ideen zur Beseitigung der Absatzkrise bei Werken der bildenden Kunst, sowie die Kunst im Rahmen der Erwachsenenpädagogik anzuwenden.
Diese Phase des Kunstverleihs wurde durch die Ereignisse des Zweiten Weltkrieges unterbrochen. In der Zeit des Nationalsozialismus wurde die moderne Kunst abgelehnt und das gesamte Kunstwesen einem Wandel unterzogen. Die so genannte entartete Kunst wurde verboten, Künstler der verfemten Richtungen erhielten Berufsverbot und viele von ihnen wanderten aus.
Nach dem Zweiten Weltkrieg war es dem Publikum, ähnlich wie nach dem Ersten Weltkrieg, kaum möglich, Geld für Kunstwerke aufzubringen, und die Idee der Kunstleihe wurde wieder aufgegriffen. Zu den ersten kommerziellen Galerien mit Kunstverleih gehörte ab 1951 die Berliner Galerie Walter Schülers, die auf Vertreter des aufkommenden Tachismus spezialisiert über 20 Jahre lang Kunstwerke verlieh. 1952 gründete der Kunsthistoriker und Kunstkritiker Franz Roh die Bildleihstelle der Gesellschaft der Freunde junger Kunst in München, um vorzugsweise die Kunst der Moderne und junge zeitgenössische Kunst in weiten Bevölkerungskreisen zu verankern. Hierfür gewann auf Rat László Moholy-Nagys dessen Schwägerin Eva Pietzsch, welche über 24 Jahre erfolgreich moderne zeitgenössische Kunst gegen Entgelt mit Erwerbsmöglichkeit verlieh.  Nach dem Tod von Franz Roh im Jahre 1965 geriet der Kunstverleih in der Öffentlichkeit erneut in Vergessenheit, da nur vereinzelte der bisher gegründeten Einrichtungen überlebten.
Ende der sechziger Jahre wurde die Entwicklung der Artotheken in Bibliotheken Deutschlands durch das Ausland beeinflusst. 1968 wurde im Berliner Bezirk Reinickendorf von dem 1927 in Berlin geborenen, von 1975 bis 1977 auch als Kirchentagsbeauftragter der Evangelischen Kirche Berlin/Brandenburg tätig gewesenen, Bezirksstadtrat Horst Dietze die Graphothek und Artothek Berlin gegründet und sich damit an ausländischen Einrichtungen orientiert, in denen Bilder längst wie Bücher verliehen wurden und die Artotheken häufig den öffentlichen Bibliotheken angegliedert waren. Die darauf folgende Gründung weiterer Artotheken in Deutschland (1973 in Köln, 1986 in München) orientierte sich zu einem großen Teil an der Organisation und an der Arbeitsweise dieser Berliner Einrichtung.
Ebenfalls Ende der 1960er Jahre wurde der Grundstock für eine Artothek im Deutschen Bundestag gelegt, die bis heute unentgeltlich Kunstwerke für Büros der Abgeordneten zur Verfügung stellt.
In der Ostberliner Stadtbibliothek eröffnete 1969 die erste Artothek in der DDR, welche anfangs ausschließlich Kunstreproduktionen verlieh. Auch diese Artothek wurde Vorbild für viele weitere Artotheksgründungen vornehmlich in Städtischen Bibliotheken, Betriebsbibliotheken und Bibliotheken der NVA. In einigen Artotheken wie zum Beispiel in der Leipziger Stadt- und Bezirksbibliothek wurden zudem auch Originalgrafiken und Künstlerplakate in den Verleihbestand mit aufgenommen. Als Novum in der Bibliothekslandschaft galten Artotheken eigens für Kinder, die nach der politischen Wende jedoch allesamt aufgelöst wurden.
Zurzeit (Stand 2005) gibt es in Deutschland ca. 130 Artotheken, von denen sich die meisten in öffentlichen oder wissenschaftlichen Bibliotheken befinden.

## Aufgaben

### Kunstvermittlung
Viele Menschen stehen der zeitgenössischen Kunst oft ratlos gegenüber und haben in einer Kunstausstellung oder einem Museum nicht die Möglichkeit, sich intensiver mit einem Kunstwerk zu beschäftigen. Dies ist allerdings notwendig, um es zu verstehen und zu erschließen. Gerade in einer ständig von schnelllebigen medialen und kommerziellen Bildern überfluteten Gesellschaft ist eine konzentrierte, langfristige Betrachtung von Kunst wünschenswert und notwendig. Durch das Entleihen in einer Artothek kann der Betrachter ein Werk für einen längeren Zeitraum mit nach Hause nehmen und dort, in vertrauter Umgebung, auf sich wirken lassen und sich damit auseinandersetzen. In diesem Zeitraum wird das Bild nicht nur vom Entleiher selbst, sondern auch von Familienangehörigen und Besuchern sozusagen mitbenutzt, erreicht also in der Regel ein viel größeres Publikum als zum Beispiel ein entliehenes Buch.
Im Rahmen der Kunstvermittlung steht das Ziel im Vordergrund, besonders an die Menschen heranzutreten, die bisher keinen intensiveren Kontakt mit der zeitgenössischen Kunst hatten. Durch den unverbindlichen Charakter der Ausleihe wird Schwellenangst abgebaut und somit werden auch die Menschen angesprochen, die nicht ohne weiteres zum Beispiel in eine Galerie gehen würden. Ebenso werden aber auch Kunstinteressierte angesprochen, die sich aus finanziellen Gründen keine eigenen Kunstgegenstände leisten können.
Damit erfüllt die Artothek einen wichtigen Bildungsauftrag.

### Künstlerförderung
Eine weitere Aufgabe der Artotheken ist die Künstlerförderung im regionalen und auch überregionalen Umfeld. Viele Künstler erreichen durch die Präsentation ihrer Werke in einer Artothek erstmals ein breiteres Publikum, wodurch ihnen ein weiterer Absatzmarkt erschlossen wird. Artotheken treten zwar selber nicht als Verkäufer auf, können aber den Kontakt zwischen einem Kaufinteressierten und dem Künstler herstellen.
Nicht zuletzt ist der Ankauf von Werken durch die Artothek für den Künstler ein Prestigefaktor, da die Werke kritisch und nach qualitativen Merkmalen ausgewählt werden.

### Kommunikationszentrum
Eine Artothek bietet nicht nur die Möglichkeit Kunstwerke auszuleihen, sondern auch gezielt Gespräche über Kunst und Künstler führen zu können. An diesem Ort treffen Gleichgesinnte aufeinander und vor allem die im Umgang mit Kunst weniger geübten Menschen profitieren vom Wissen der erfahreneren Kunstinteressierten. Daneben soll fachlich kompetentes Personal als Ansprechpartner zur Verfügung stehen.
Auch für die Künstler ist die Artothek ein wichtiger Ort der Kommunikation. Einige Artotheken organisieren Gesprächsabende oder ähnliches Rahmenprogramm, das den Kunstinteressierten die Möglichkeit gibt, mit dem Künstler direkt in Kontakt zu treten. Dieser erhält auf diesem Wege ein Feedback zu seiner Arbeit.

## Bestand
Der Bestand setzt sich in der Regel aus Original-Kunstwerken, teilweise aber auch aus Reproduktionen, zusammen, wobei die zeitgenössische Kunst im Vordergrund steht.
Die Auswahl der einzelnen Stücke wird häufig von einer Jury getroffen, die aus Museumsdirektoren, Galeristen, Künstlern usw., gebildet werden kann, oder auch von der Artotheksleitung selbst.
Neben gezielten Ankäufen spielen Schenkungen und auch Dauerleihgaben, die von Sparkassen, Banken oder Versicherungen zur Verfügung gestellt werden, eine bedeutende Rolle. Auch die Übernahme von Dubletten eines Museums oder Kunstvereins ist eine Möglichkeit, den Bestand zu erweitern.
Zusätzlich zu den Kunstwerken bieten einige Artotheken auch Ausstellungskataloge, Informationen über Künstler (Biografien oder ähnliches) und auch Fachliteratur zur Kunst in ihrem Bestand an.